# Symphonie de chambre no 4 de Milhaud
La Symphonie de chambre no 4, op. 74, est une courte symphonie de Darius Milhaud composée en 1921 pour dixtuor d'instruments à cordes.

## Présentation
La Symphonie de chambre no 4, op. 74, de Darius Milhaud, est une symphonie de chambre faisant partie d'un cycle de six Petites symphonies (ou Symphonies pour petit orchestre) composées entre 1917 et 1923, datant de l'époque des grandes expériences polytonales du compositeur. Ces symphonies sont toutes très courtes et les « trois petits mouvements qui les constituent exposent les idées, mais ne les développent pas ».
La Quatrième symphonie est composée à Paris en 1921,. Elle est écrite pour un dixtuor de cordes : 4 violons, 2 altos, 2 violoncelles et 2 contrebasses,. La partition est dédiée à Madeleine Milhaud, la femme du compositeur.
L’œuvre est créée sous la direction de Léo Sir le 3 mai 1921 à Paris, à un concert Art et Action.

## Structure et analyse
La Symphonie, d'une durée moyenne d'exécution de six minutes environ, est composée de trois mouvements, :
1. Ouverture. Animé ;
2. Choral. Assez lent ;
3. Étude.

Paul Collaer relève que le dixtuor est « destiné en principe à dix instruments à cordes différents, le quintette actuel voyant se différencier les tessitures des deux violons, et se combinant avec un nouveau quintette dont la contrebasse descend jusqu'à l'ut et le par-dessus monte jusqu'au 2e mi au-dessus de la portée », jugeant qu'il y a là « une tentative louable en faveur du retour à l'ancien équilibre des cordes. Il est en effet regrettable que l'on ait abandonné l'usage du violon-ténor, dont l'absence se fait sentir entre l'alto et le violoncelle, et celui du violino piccolo, si particulier dans sa sonorité aigüe mais non criarde ».
La partition est publiée par Universal Edition,, en 1922. Dans le catalogue des œuvres de Darius Milhaud, la Symphonie de chambre no 4 porte le numéro d'opus 74,.

## Discographie
- Milhaud: The 6 Little Symphonies, Others, Orchestre de Radio Luxembourg, Darius Milhaud (dir.), VoxBox CDX 5109, 1994.

### Ouvrages généraux
: document utilisé comme source pour la rédaction de cet article.

#### Livres
- Paul Collaer, Darius Milhaud : Nouvelle édition revue et augmentée, accompagnée du catalogue des œuvres et d'une discographie, Genève-Paris, Éditions Slatkine, 1982, 617 p. (ISBN 2-05-100375-0).
- François-René Tranchefort, « Darius Milhaud », dans François-René Tranchefort (dir.), Guide de la musique de chambre, Paris, Fayard, coll. « Les Indispensables de la musique », 1989, 995 p. (ISBN 2-213-02403-0), p. 597–610.

#### Chapitre de livres
- Colin Mason et Edwin Evans, « Milhaud, Darius », dans Walter Willson Cobbett et Colin Mason (dir.), Dictionnaire encyclopédique de la musique de chambre, vol. II : K–Z, Paris, Éditions Robert Laffont, coll. « Bouquins », 1999 (1re éd. 1929), 1627 p. (ISBN 2-221-07848-9), p. 955-963.